# Каликант

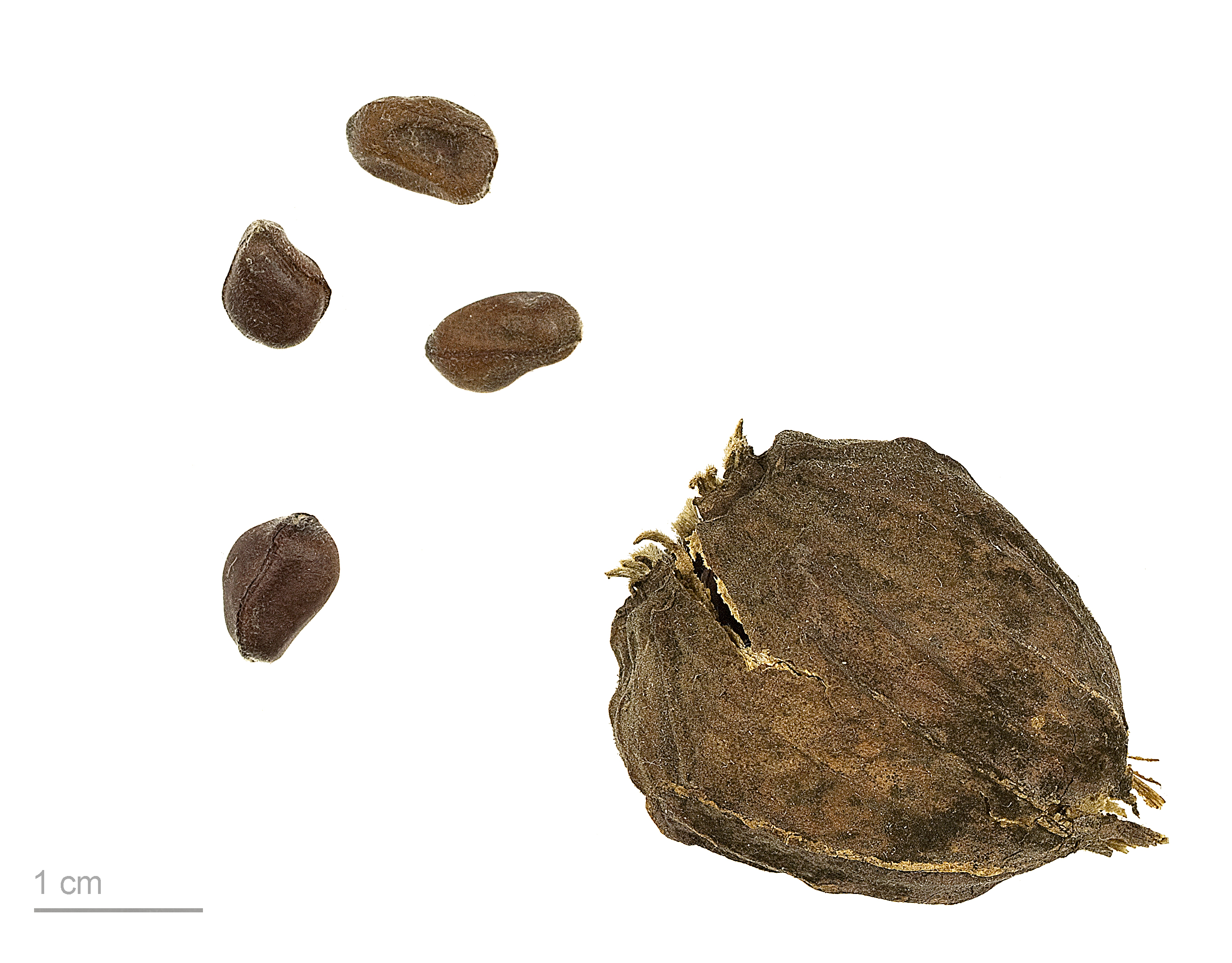
Calycanthus floridus - Тулузский музеум

Каликант, или Каликантус, или Чашецветник (лат. Calycanthus, от др.-греч. κάλυξ «чашечка цветка» и ἄνθος «цветок»; из-за их одинакового цвета) — род цветковых растений, входящий в семейство Каликантовые (Calycanthaceae).
Используется как декоративное растение в одиночных и групповых посадках.

## Распространение и экология
Представители рода распространены в Северной Америке.
Размножают посевом семян, черенками и делением кустов. Цветёт с 4 лет.

## Ботаническое описание
Листопадные кустарники.
Почки голые, скрытые основанием листа или открытые.
Цветки диаметром 3,5—7 см, коричнево-красные, конечные, на коротких пазушных побегах. Тычинок 10—30, из них 10—14 с развитыми пыльниками. Расположены на внешней стороне цветоложа и выделяются на фоне тёмных лепестков белыми пищевыми тельцами на надсвязниках, привлекающими опылителей — блестянок. Внутри цветоложа заключены многочисленные плодолистики.
Плод — цинародий (как у шиповника) со множеством плодиков-орешков внутри:37.
Семена коричневого цвета, зародыш занимает почти всё семя, а эндосперм отсутствует.
| |  |  |  |
| Слева направо: Листья и цветок каликанта западного. Внутренняя часть цветка (видны белые пищевые тельца); плод и семена каликанта цветущего. |  |  |  |

## Виды
Род насчитывает 4 вида, некоторые из них:
- Calycanthus chinensis W.C.Cheng & S.Y.Chang
- Calycanthus floridus L. typus — Каликант цветущий
- Calycanthus occidentalis Hook. & Arn. — Каликант западный